# Klášter dominikánů (Chomutov)
Dominikánský klášter je bývalý klášter, který existoval v Chomutově v letech 1780–1787.

## Historie
Při jezuitské koleji v Chomutově byla roku 1591 založena akademie, tj. jezuitské gymnázium. Vyučovali na něm jezuité z chomutovské koleje svatého Ignáce. Když byl roku 1773 jezuitský řád zrušen, bylo gymnázium převzato městem, roku 1777 omezeno jen na pět tříd a roku 1779 bylo zcela zrušeno. Na opakované prosby města Chomutova bylo povoleno otevřít gymnázium znovu 1. března 1780 za podmínky, že ústav bude vydržován městem. Jako vyučující byli do nově otevřeného gymnázia povoláni dominikáni, kteří si zde proto rovněž od roku 1780 otevřeli u sv. Ignáce vlastní konvent. Konvent dominikánů však v Chomutově trval jen do roku 1787. Rektorem gymnázia byl do roku 1787 Jan Schmiedel. Tehdy v souvislosti s novými předpisy zemské zkušební komise školské se dominikáni dobrovolně vzdali vedení gymnázia a opustili jak svůj konvent v bývalé koleji jezuitské u svatého Ignáce, tak gymnázium. Vyučování na gymnáziu převzali pak cisterciáci z Oseka.